# Brett Szabo
Brett Leon Szabo (nacido el 1 de febrero de 1968 en Postville, Iowa) es un exjugador de baloncesto estadounidense que jugó una temporada en la NBA, cinco en la CBA, y posteriormente en diversas ligas europeas. Con 2,11 metros de estatura, lo hacía en la posición de pívot.

## Trayectoria deportiva

### Universidad
Jugó durante cuatro temporadas con los Vikings del Augustana College de la División II de la NCAA, en las que promedió 13,0 puntos y 6,9 rebotes por partido.

### Profesional
Tras no ser elegido en el Draft de la NBA de 1991, jugó en los Sioux Falls Skyforce de la CBA durante dos temporadas, pasando posteriormente por otros tres equipos en las temporadas siguientes. Promedió en total 3,7 puntos y 3,3 rebotes por partido.
Antes del comienzo de la temporada 1996-97 fichó por los Boston Celtics de la NBA. Jugó una temporada como suplente de Dino Radja, en la que promedió 2,2 puntos y 2,4 rebotes por partido.
Acabó su carrera jugando dos temporadas en la liga eslovaca.

## Estadísticas de su carrera en la NBA

### Temporada regular
| Año     | Equipo         | PJ | PT | MPP | %TC  | %3P  | %TL  | RPP | APP | ROB | TPP | PPP |
| ------- | -------------- | -- | -- | --- | ---- | ---- | ---- | --- | --- | --- | --- | --- |
| 1996-97 | Boston Celtics | 70 | 24 | 9.5 | .446 | .000 | .738 | 2.4 | .2  | .2  | .5  | 2.2 |
| Total   | Total          | 70 | 24 | 9.5 | .446 | .000 | .738 | 2.4 | .2  | .2  | .5  | 2.2 |